# Dorcadion lineatocolle
Dorcadion lineatocolle är en skalbaggsart som beskrevs av Ernst Gustav Kraatz 1873. Dorcadion lineatocolle ingår i släktet Dorcadion och familjen långhorningar. Inga underarter finns listade i Catalogue of Life.